# Ewa Długosz
Ewa Anna Długosz – polska doktor habilitowany nauk rolniczych, adiunkt w Szkole Głównej Gospodarstwa Wiejskiego w Warszawie, specjalistka od chorób wewnętrznych zwierząt.

## Kariera naukowa
W 2008 roku na Wydziale Medycyny Weterynaryjnej Szkoły Głównej Gospodarstwa Wiejskiego w Warszawie uzyskała stopień doktora nauk weterynaryjnych na podstawie rozprawy pt. Stężenia wybranych cytokin u chomików syryjskich immunizowanych metaloproteinazą 7 Ancylostoma ceylanicum i zarażonych larwami inwazyjnymi tego nicienia, której promotorem była Halina Wędrychowicz. W tym samym roku została zatrudniona na tejże uczelni, a w 2023 roku uzyskała na niej stopień doktora habilitowanego nauk rolniczych w dyscyplinie weterynarii na podstawie pracy pt. Określenie roli larwalnych antygenów Toxocara canis w przebiegu toksokarozy.